# Papieska Akademia Życia
Papieska Akademia Życia – watykańskie towarzystwo naukowe założone przez Papieża Jana Pawła II w celu podjęcia studiów nad zagadnieniami dotyczącymi obrony życia.
Co roku ma miejsce Walne Zgromadzenie w trakcie którego rozpatrywane jest jedno aktualne zagadnienie. W pierwszym roku istnienia Akademii, Konferencja Plenarna zajęła stanowisko wobec aborcji i życia poczętego.
Jej przewodniczącym od 27 maja 2025 jest ks. Renzo Pegoraro.
Kierowaną przez siebie instytucję ks. Carrasco de Paula określa mianem „ciała doradczego na służbie wszystkich watykańskich dykasterii”. Jak mówi, "Papieska Akademii Pro Vita prowadzi badania nad wieloma pilnymi kwestiami chociażby z dziedziny bioetyki. Sama jednak nie podejmuje żadnych działań duszpasterskich czy normatywnych. Rezultaty swych prac akademia przekazuje bowiem odpowiednim watykańskim urzędom i to tam powstają ewentualne normy czy wskazówki dotyczące chociażby podejmowania pewnych zagadnień w pracy duszpasterskiej".

## Tematy sesji
- „Jakość życia i etyka zdrowia”[2].

- XV. „Nowe granice genetyki i ryzyko eugeniki”[3].

## Członkowie
- Thomas W. Hilgers
- Jérôme Lejeune
- Carlo Caffarra
- Willem Jacobus Eijk
- Wanda Półtawska
- Tadeusz Styczeń
- Alicja Grześkowiak
- Andrzej Szostek